# Meritan Shabani
Meritan Shabani (München, 15 maart 1999) is een Kosovaars-Duits voetballer die speelt als middenvelder. In juli 2022 maakte hij de overstap van Wolverhampton Wanderers naar Grasshopper Club Zürich.

## Clubcarrière
In het seizoen 2017/18 maakte Shabani zijn debuut in de Regionalliga Bayern voor Bayern München II. Op 27 oktober 2017 viel hij in de 82ste minuut in in de wedstrijd tegen FV Illertissen, welke uiteindelijk in een 1-1 gelijkspel eindigde.
Aan het einde van dit seizoen maakte Shabani op 28 april 2018 zijn debuut in de Bundesliga. In de wedstrijd tegen Eintracht Frankfurt verving hij in de 56ste minuut Thiago. Op 9 mei 2018 tekende Shabani zijn eerste profcontract bij Bayern voor de duur van twee jaar. Volgens de Duitse krant Kicker was AFC Ajax in verregaande onderhandelingen met Bayern München. De Amsterdammers zagen in Shabani de ideale opvolger van Frenkie de Jong. Uiteindelijk kwam het niet tot een overgang naar Ajax, maar naar Wolverhampton Wanderers in de zomer van 2019. Op 1 februari 2021 werd de middenvelder voor de rest van het seizoen verhuurd aan VVV-Venlo. De Venlose eredivisionist bedong daarbij een optie tot verlenging van die huurperiode. Bij zijn officiële debuut namens VVV in een uitwedstrijd bij N.E.C. op 17 februari 2021 scoorde de ingevallen Shabani in blessuretijd de winnende treffer (1-2) waardoor de halve finale van de KNVB Beker werd bereikt. Toch werd het verblijf van de huurling geen succes. Op 14 maart 2021 kwam hij in een met 1-3 verloren thuiswedstrijd tegen Fortuna Sittard voor het laatst in actie namens het in ernstige degradatienood verkerende VVV. De laatste acht competitiewedstrijden van het seizoen was Shabani uitgeschakeld vanwege een knieblessure. De Duitser keerde voor revalidatie daarom vroegtijdig terug naar Engeland en VVV maakte geen gebruik van de optie om hem nog langer te huren. In juli 2022 maakte Shabani samen met ploeggenoot Renat Dadashov de overstap naar Grasshopper Club Zürich. Beide spelers tekenden bij de Zwitserse club een tweejarig contract met een optie voor een extra jaar. In 2024 werd zijn aflopende contract daar niet verlengd waarna Shabani een tweejarige verbintenis ondertekende bij HNK Gorica. Dat contract werd nog geen half jaar later alweer ontbonden.

### Statistieken

#### Beloften
| Seizoen                       | Club              | Competitie          | Competitie | Competitie | Playoffs | Playoffs | Totaal | Totaal |
| Seizoen                       | Club              | Competitie          | Wed.       | Dlp.       | Wed.     | Dlp.     | Wed.   | Dlp.   |
| ----------------------------- | ----------------- | ------------------- | ---------- | ---------- | -------- | -------- | ------ | ------ |
| 2017/18                       | Bayern München II | Regionalliga Bayern | 2          | 0          | –        | –        | 2      | 0      |
| 2018/19                       | Bayern München II | Regionalliga Bayern | 26         | 6          | 1        | 0        | 27     | 6      |
| 2019/20                       | Bayern München II | 3. Liga             | 3          | 0          | –        | –        | 3      | 0      |
| Totaal beloften               | Totaal beloften   | Totaal beloften     | 31         | 6          | 1        | 0        | 32     | 6      |
| Bijgewerkt op 2 februari 2021 |                   |                     |            |            |          |          |        |        |

#### Senioren
| Seizoen                             | Club                    | Competitie      | Competitie | Competitie | Beker | Beker | Continentaal1 | Continentaal1 | Overig2 | Overig2 | Totaal | Totaal |
| Seizoen                             | Club                    | Competitie      | Wed.       | Dlp.       | Wed.  | Dlp.  | Wed.          | Dlp.          | Wed.    | Dlp.    | Wed.   | Dlp.   |
| ----------------------------------- | ----------------------- | --------------- | ---------- | ---------- | ----- | ----- | ------------- | ------------- | ------- | ------- | ------ | ------ |
| 2017/18                             | Bayern München          | Bundesliga      | 1          | 0          | 0     | 0     | 0             | 0             | 0       | 0       | 1      | 0      |
| 2018/19                             | Bayern München          | Bundesliga      | 1          | 0          | 1     | 0     | 0             | 0             | 0       | 0       | 2      | 0      |
| 2019/20                             | Wolverhampton Wanderers | Premier League  | 0          | 0          | 0     | 0     | 0             | 0             | 1       | 0       | 1      | 0      |
| 2020/21                             | Wolverhampton Wanderers | Premier League  | 0          | 0          | 0     | 0     | –             | –             | 0       | 0       | 0      | 0      |
| 2020/21                             | → VVV-Venlo             | Eredivisie      | 5          | 0          | 2     | 1     | –             | –             | –       | –       | 7      | 1      |
| 2021/22                             | Wolverhampton Wanderers | Premier League  | 0          | 0          | 0     | 0     | –             | –             | 0       | 0       | 0      | 0      |
| 2022/23                             | Grasshopper Club Zürich | Super League    | 26         | 3          | 3     | 0     | –             | –             | –       | –       | 29     | 3      |
| 2023/24                             | Grasshopper Club Zürich | Super League    | 5          | 0          | 0     | 0     | –             | –             | –       | –       | 5      | 0      |
| 2024/25                             | HNK Gorica              | Nogometna Liga  | 0          | 0          | 0     | 0     | –             | –             | –       | –       | 0      | 0      |
| Totaal senioren                     | Totaal senioren         | Totaal senioren | 38         | 3          | 6     | 1     | 0             | 0             | 1       | 0       | 45     | 4      |
| Carrièretotaal                      | Carrièretotaal          | Carrièretotaal  | 69         | 9          | 6     | 1     | 0             | 0             | 2       | 0       | 77     | 10     |
| Bijgewerkt tot en met 15 maart 2025 |                         |                 |            |            |       |       |               |               |         |         |        |        |

1Internationale officiële wedstrijden, te weten de Champions League en Europa League.
2Overige officiële wedstrijden, te weten League Cup en playoffs.

## Erelijst
| Bundesliga | 1x | 2018/19 |